# Овід (Колорадо)
Овід (англ. Ovid) — місто (англ. town) в США, в окрузі Седжвік штату Колорадо. Населення — 271 особа (2020).

## Географія
Овід розташований за координатами 40°57′38″ пн. ш. 102°23′18″ зх. д. / 40.96056° пн. ш. 102.38833° зх. д. (40.960564, -102.388352).  За даними Бюро перепису населення США в 2010 році місто мало площу 0,42 км², уся площа — суходіл.

## Демографія
Згідно з переписом 2010 року, у місті мешкало 318 осіб у 140 домогосподарствах у складі 95 родин. Густота населення становила 758 осіб/км².  Було 176 помешкань (419/км²).
Расовий склад населення:
| - 89,0 % — білих - 0,6 % — азіатів - 0,3 % — корінних американців - 5,7 % — осіб інших рас |

До двох чи більше рас належало 4,4 %. Частка іспаномовних становила 22,3 % від усіх жителів.
За віковим діапазоном населення розподілялося таким чином: 20,8 % — особи молодші 18 років, 55,0 % — особи у віці 18—64 років, 24,2 % — особи у віці 65 років та старші. Медіана віку мешканця становила 46,5 року. На 100 осіб жіночої статі у місті припадало 95,1 чоловіків;  на 100 жінок у віці від 18 років та старших — 96,9 чоловіків також старших 18 років.
Середній дохід на одне домашнє господарство  становив 38 963 долари США (медіана — 25 417), а середній дохід на одну сім'ю — 53 874 долари (медіана — 50 500). Медіана доходів становила 43 125 доларів для чоловіків та 27 500 доларів для жінок. За межею бідності перебувало 25,4 % осіб, у тому числі 28,3 % дітей у віці до 18 років та 24,6 % осіб у віці 65 років та старших.
Цивільне працевлаштоване населення становило 140 осіб. Основні галузі зайнятості: освіта, охорона здоров'я та соціальна допомога — 28,6 %, роздрібна торгівля — 18,6 %, транспорт — 10,0 %, мистецтво, розваги та відпочинок — 10,0 %.